# Eaglescliffe
Eaglescliffe – miasto w Anglii, w hrabstwie ceremonialnym Durham, w dystrykcie (unitary authority) Stockton-on-Tees. Leży 32 km na południowy wschód od miasta Durham i 345 km na północ od Londynu. W 2001 miasto liczyło 7900 mieszkańców.